# Neuve-Maison
Pour l’article ayant un titre homophone, voir Neuves-Maisons.
Neuve-Maison est une commune française située dans le département de l'Aisne, en région Hauts-de-France.

## Géographie

### Localisation
- 1Carte dynamique
- 2Carte OpenStreetMap
- 3Carte topographique
- 4Carte avec les communes environnantes
- 5Vue de l'entrée du village

### Hydrographie
La commune est située dans le bassin Seine-Normandie. Elle est drainée par l'Oise, la Marnoise et le cours d'eau 01 du Petit Loudier,,.
L'Oise prend sa source en Belgique, à 309 mètres d'altitude, dans l'ancienne commune de Forges et se jette dans la Seine à 20 mètres d'altitude, au Pointil en rive droite et en aval du centre de Conflans-Sainte-Honorine dans le département des Yvelines. D'une longueur 341 kilomètres, elle est presque entièrement navigable et bordée de canaux sur 104 kilomètres. Les caractéristiques hydrologiques de l'Oise sont données par la station hydrologique située sur la commune d'Hirson. Le débit moyen mensuel est de 4,99 m3/s. Le débit moyen journalier maximum est de 151 m3/s, atteint lors de la crue du 7 janvier 2011. Le débit instantané maximal est quant à lui de 188 m3/s, atteint le même jour.

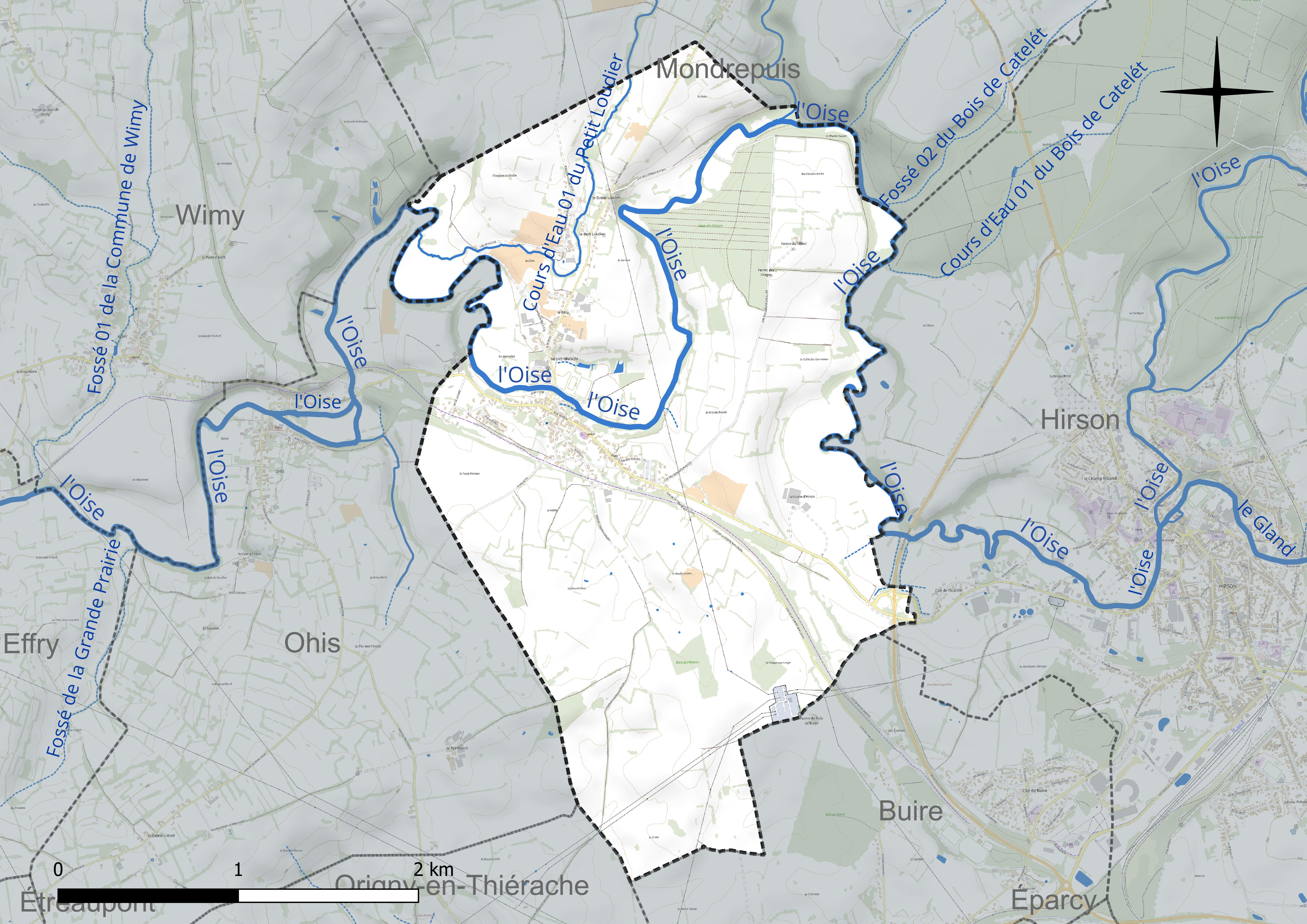
Réseau hydrographique de Neuve-Maison.

### Climat
Pour des articles plus généraux, voir Climat des Hauts-de-France et Climat de l'Aisne.
En 2010, le climat de la commune est de type climat des marges montargnardes, selon une étude du CNRS s'appuyant sur une série de données couvrant la période 1971-2000. En 2020, Météo-France publie une typologie des climats de la France métropolitaine dans laquelle la commune est exposée à un climat océanique altéré et est dans la région climatique Nord-est du bassin Parisien, caractérisée par un ensoleillement médiocre, une pluviométrie moyenne régulièrement répartie au cours de l'année et un hiver froid (3 °C).
Pour la période 1971-2000, la température annuelle moyenne est de 9,8 °C, avec une amplitude thermique annuelle de 15,1 °C. Le cumul annuel moyen de précipitations est de 888 mm, avec 13,3 jours de précipitations en janvier et 9,8 jours en juillet. Pour la période 1991-2020, la température moyenne annuelle observée sur la station météorologique la plus proche, située sur la commune de Fontaine-lès-Vervins à 13 km à vol d'oiseau, est de 10,5 °C et le cumul annuel moyen de précipitations est de 826,3 mm,. Pour l'avenir, les paramètres climatiques de la commune estimés pour 2050 selon différents scénarios d'émission de gaz à effet de serre sont consultables sur un site dédié publié par Météo-France en novembre 2022.

## Urbanisme

### Typologie
Au 1er janvier 2024, Neuve-Maison est catégorisée commune rurale à habitat dispersé, selon la nouvelle grille communale de densité à 7 niveaux définie par l'Insee en 2022.
Elle est située hors unité urbaine. Par ailleurs la commune fait partie de l'aire d'attraction d'Hirson, dont elle est une commune de la couronne,. Cette aire, qui regroupe 26 communes, est catégorisée dans les aires de moins de 50 000 habitants,.

### Occupation des sols
L'occupation des sols de la commune, telle qu'elle ressort de la base de données européenne d'occupation biophysique des sols Corine Land Cover (CLC), est marquée par l'importance des territoires agricoles (84,9 % en 2018), en diminution par rapport à 1990 (90,3 %). La répartition détaillée en 2018 est la suivante : 
prairies (76,9 %), zones urbanisées (9,8 %), terres arables (7,8 %), forêts (5,3 %), zones agricoles hétérogènes (0,2 %).
L'évolution de l'occupation des sols de la commune et de ses infrastructures peut être observée sur les différentes représentations cartographiques du territoire : la carte de Cassini (XVIIIe siècle), la carte d'état-major (1820-1866) et les cartes ou photos aériennes de l'IGN pour la période actuelle (1950 à aujourd'hui).

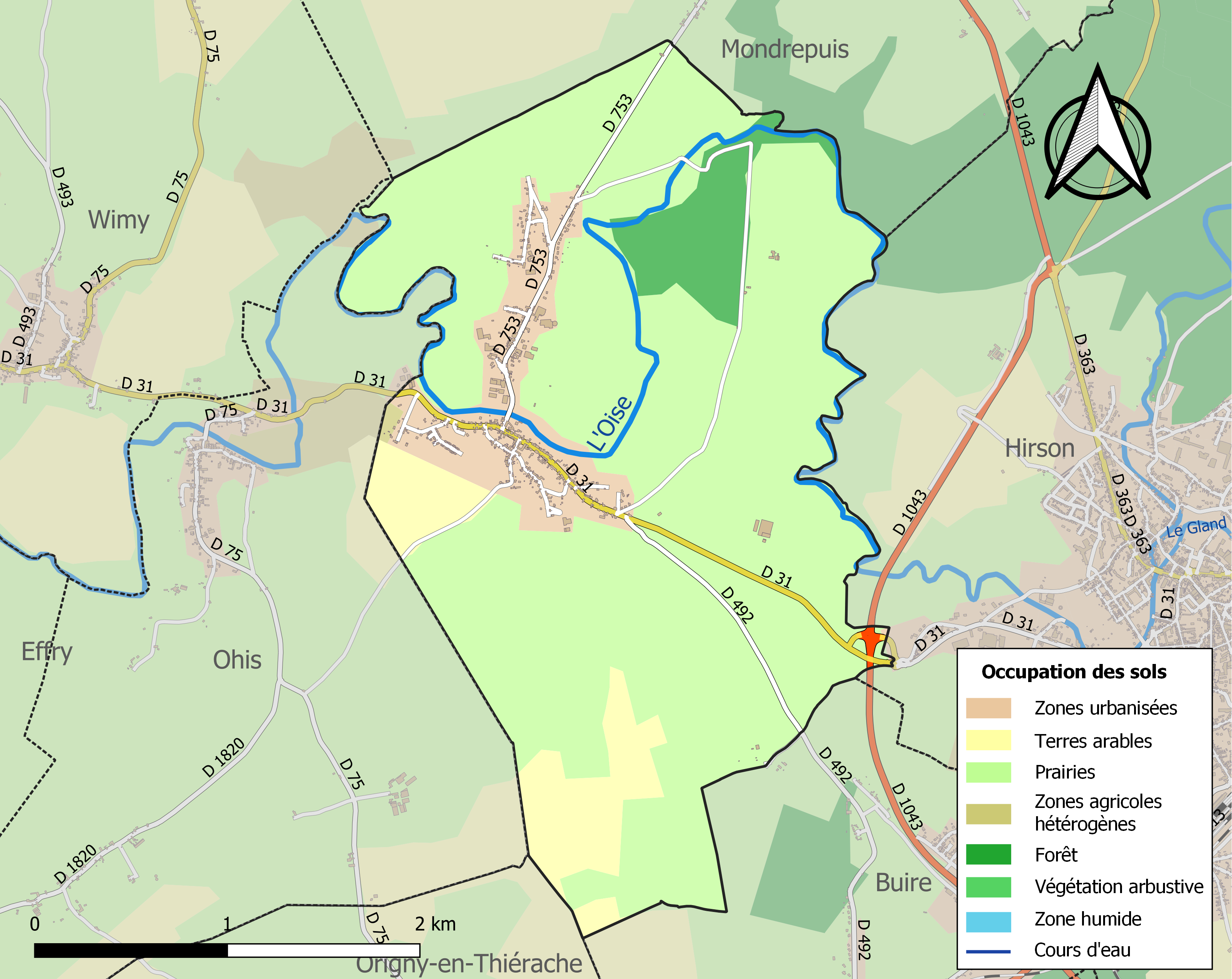
Carte de l'occupation des sols de la commune en 2018 (CLC).

## Toponymie
Le nom de la localité est attesté sous les formes de Novis Domibus (1148) ;  Neuves Maisons (1256).
De l'adjectif de l'oïl neuves et maisons ; le singulier est tardif.

## Histoire
Les habitants de Neuve-Maison furent affranchis fin du XIIe siècle, début XIIIe siècle. Ils obtinrent une charte de commune calquée sur celle de Vervins.
En 1256, Pierre de Bar, le seigneur de l'époque, changea cette charte contre celle d'Aubenton.
Seigneurs de Neuve-Maison :
1233 : Mathieu d'Hirson, seigneur de Neuve-Maison (marié avec Béatrix).
1245 : Mathieu II, chevalier de Neuve-Maison (marié avec Oda, descendant : Wiard).
1247 : Pierre de Bar (ou des Barres), seigneur de Chaumont et Neuve-Maison.
1260 : Guy, chevalier, seigneur dud., châtelain d'Hirson.
1263 : Hugues, chevalier dud., frère de Nicolas de Rumigny.
1340 : Guy, comte de Blois, seigneur de Guise et Neuve-Maison.
Vers 1600 : Claude de Castres, seigneur (marié  avec Barbe Aubert).
1629 : Charles de Mairesse, écuyer, seigneur dud (marié avec Gillette de Bouzy, descendant : Charles, Michel).
1660 : Charles de Mairesse, seigneur dud.
M. de Colnet de Montplaisir est le dernier connu.

## Politique et administration

### Découpage territorial
La commune de Neuve-Maison est membre de la communauté de communes des Trois Rivières, un établissement public de coopération intercommunale (EPCI) à fiscalité propre créé le 29 décembre 1995 dont le siège est à Buire. Ce dernier est par ailleurs membre d'autres groupements intercommunaux.
Sur le plan administratif, elle est rattachée à l'arrondissement de Vervins, au département de l'Aisne et à la région Hauts-de-France. Sur le plan électoral, elle dépend du  canton d'Hirson pour l'élection des conseillers départementaux, depuis le redécoupage cantonal de 2014 entré en vigueur en 2015, et de la troisième circonscription de l'Aisne  pour les élections législatives, depuis le dernier découpage électoral de 2010.

## Démographie
L'évolution du nombre d'habitants est connue à travers les recensements de la population effectués dans la commune depuis 1793. Pour les communes de moins de 10 000 habitants, une enquête de recensement portant sur toute la population est réalisée tous les cinq ans, les populations de référence des années intermédiaires étant quant à elles estimées par interpolation ou extrapolation. Pour la commune, le premier recensement exhaustif entrant dans le cadre du nouveau dispositif a été réalisé en 2006.

En 2022, la commune comptait 607 habitants, en stagnation par rapport à 2016 (Aisne : −1,97 %, France hors Mayotte : +2,11 %).
| 1793 | 1800 | 1806 | 1821 | 1831 | 1836 | 1841 | 1846  | 1851  |
| ---- | ---- | ---- | ---- | ---- | ---- | ---- | ----- | ----- |
| 607  | 648  | 684  | 773  | 891  | 941  | 968  | 1 007 | 1 075 |

| 1856  | 1861  | 1866 | 1872 | 1876 | 1881 | 1886 | 1891 | 1896 |
| ----- | ----- | ---- | ---- | ---- | ---- | ---- | ---- | ---- |
| 1 029 | 1 014 | 991  | 927  | 886  | 982  | 871  | 842  | 829  |

| 1901 | 1906 | 1911 | 1921 | 1926 | 1931 | 1936 | 1946 | 1954 |
| ---- | ---- | ---- | ---- | ---- | ---- | ---- | ---- | ---- |
| 762  | 820  | 777  | 732  | 750  | 692  | 675  | 602  | 521  |

| 1962 | 1968 | 1975 | 1982 | 1990 | 1999 | 2006 | 2011 | 2016 |
| ---- | ---- | ---- | ---- | ---- | ---- | ---- | ---- | ---- |
| 526  | 487  | 482  | 512  | 669  | 617  | 633  | 604  | 607  |

| 2021 | 2022 | - | - | - | - | - | - | - |
| ---- | ---- | - | - | - | - | - | - | - |
| 610  | 607  | - | - | - | - | - | - | - |

## Lieux et monuments
- Église Saint-Lazare de Neuve-Maison.
- Chapelle Notre-Dame-des-Sept-Douleurs de Neuve-Maison.
- L'axe vert de la Thiérache, chemin de randonnée sur l'ancienne voie de chemin de fer.

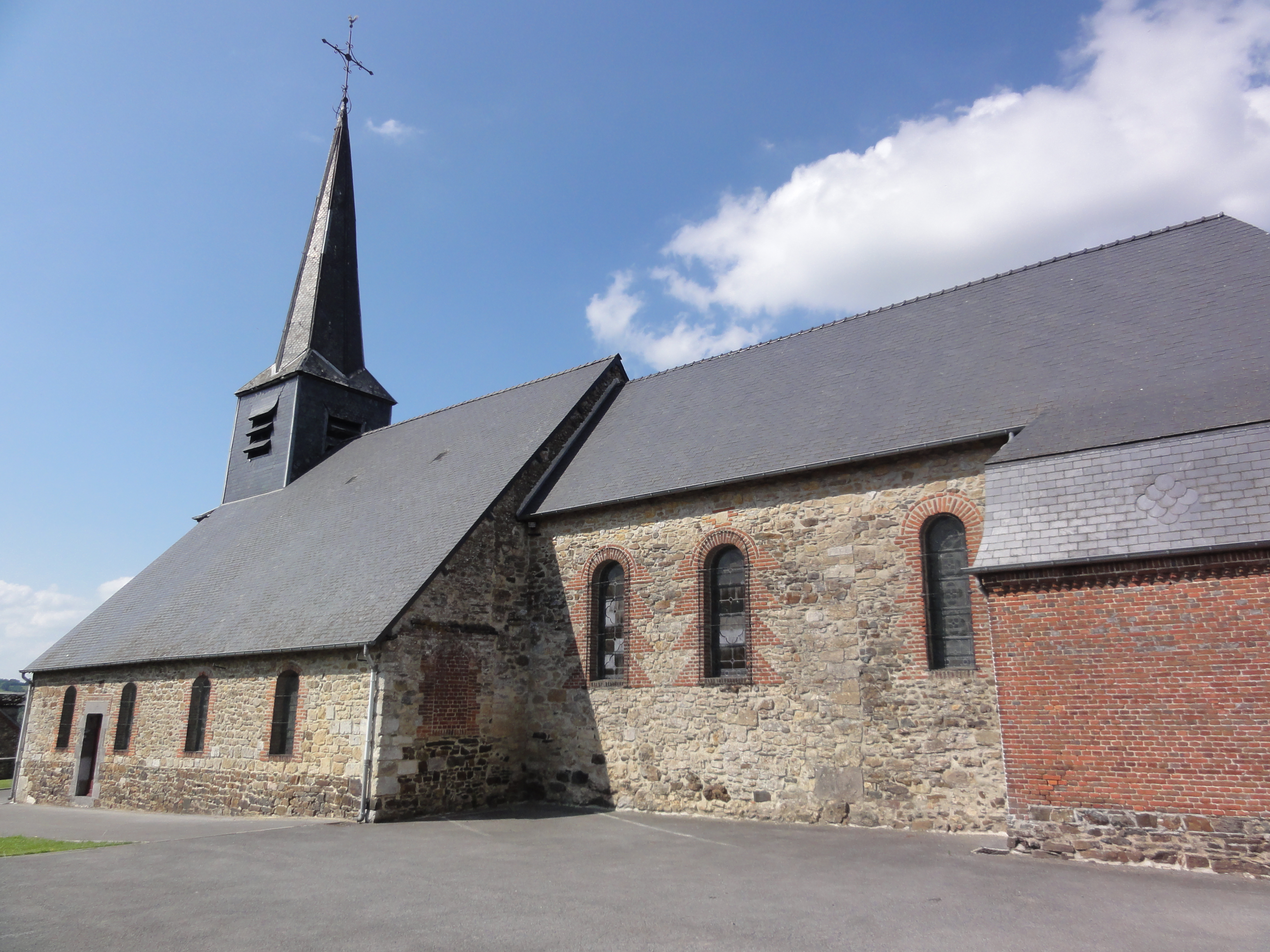
Église Saint-Lazare.
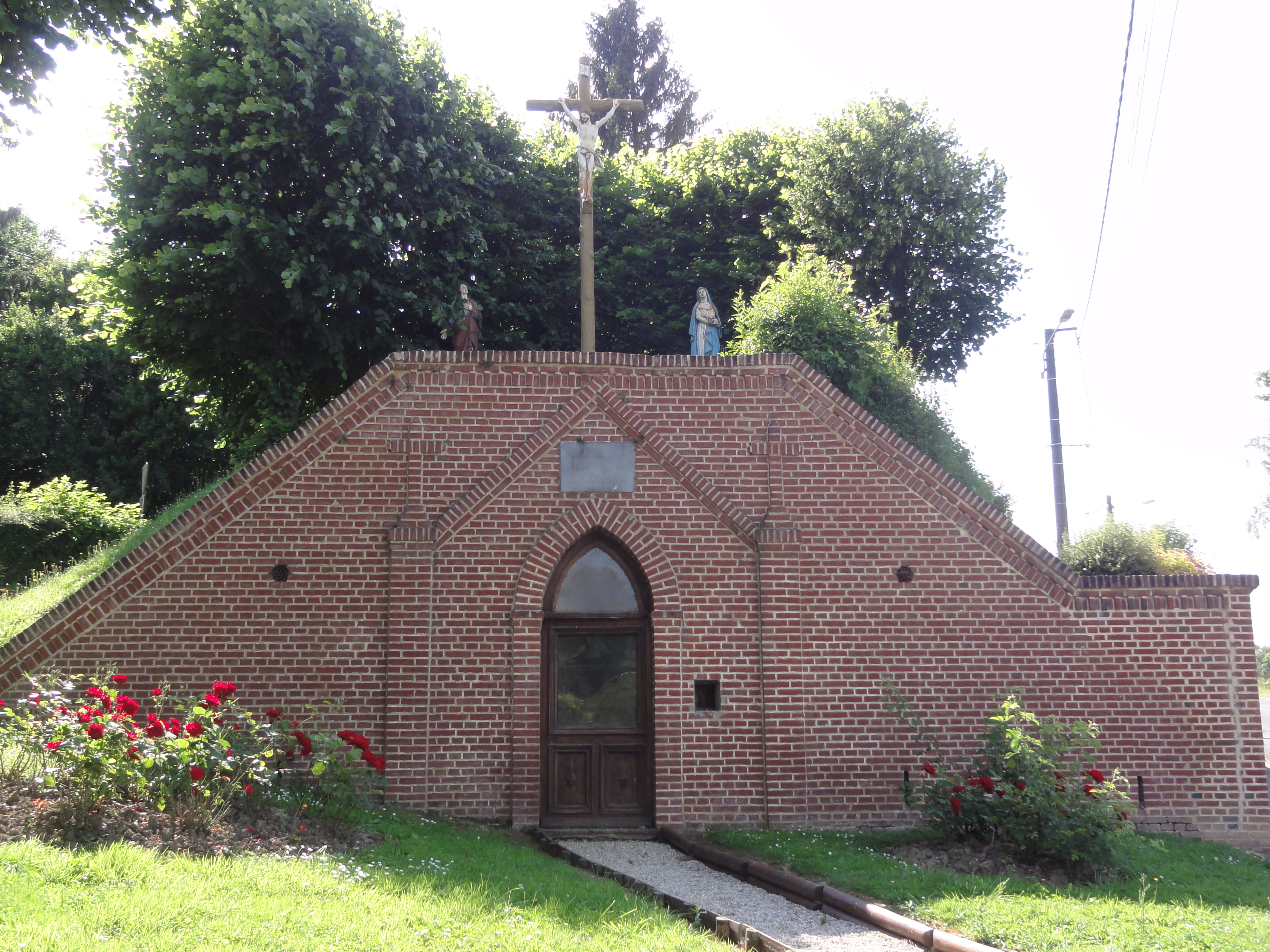
Chapelle Notre-Dame-des-Sept-Douleurs de Neuve-Maison.
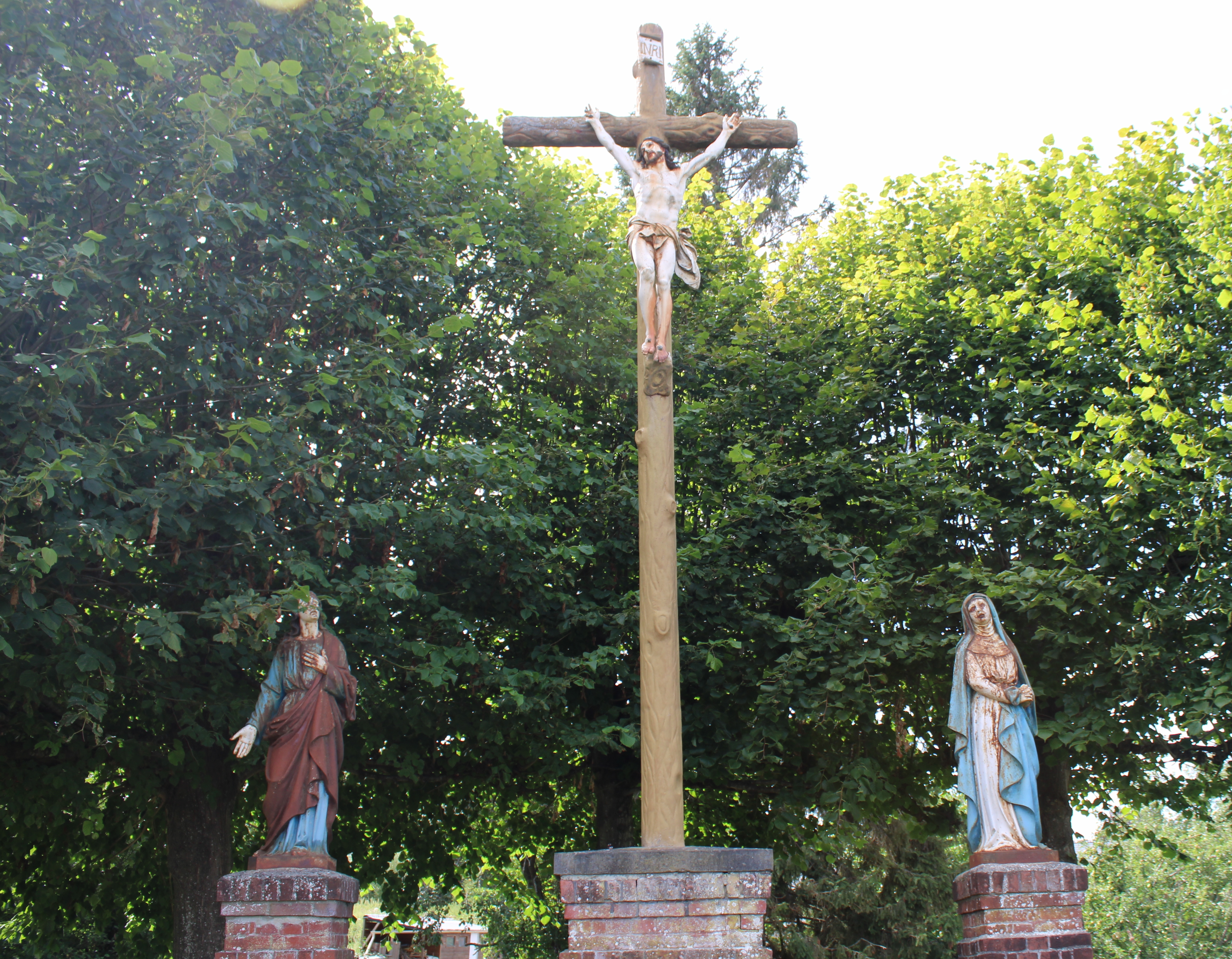
Le calvaire surplombant l'oratoire.
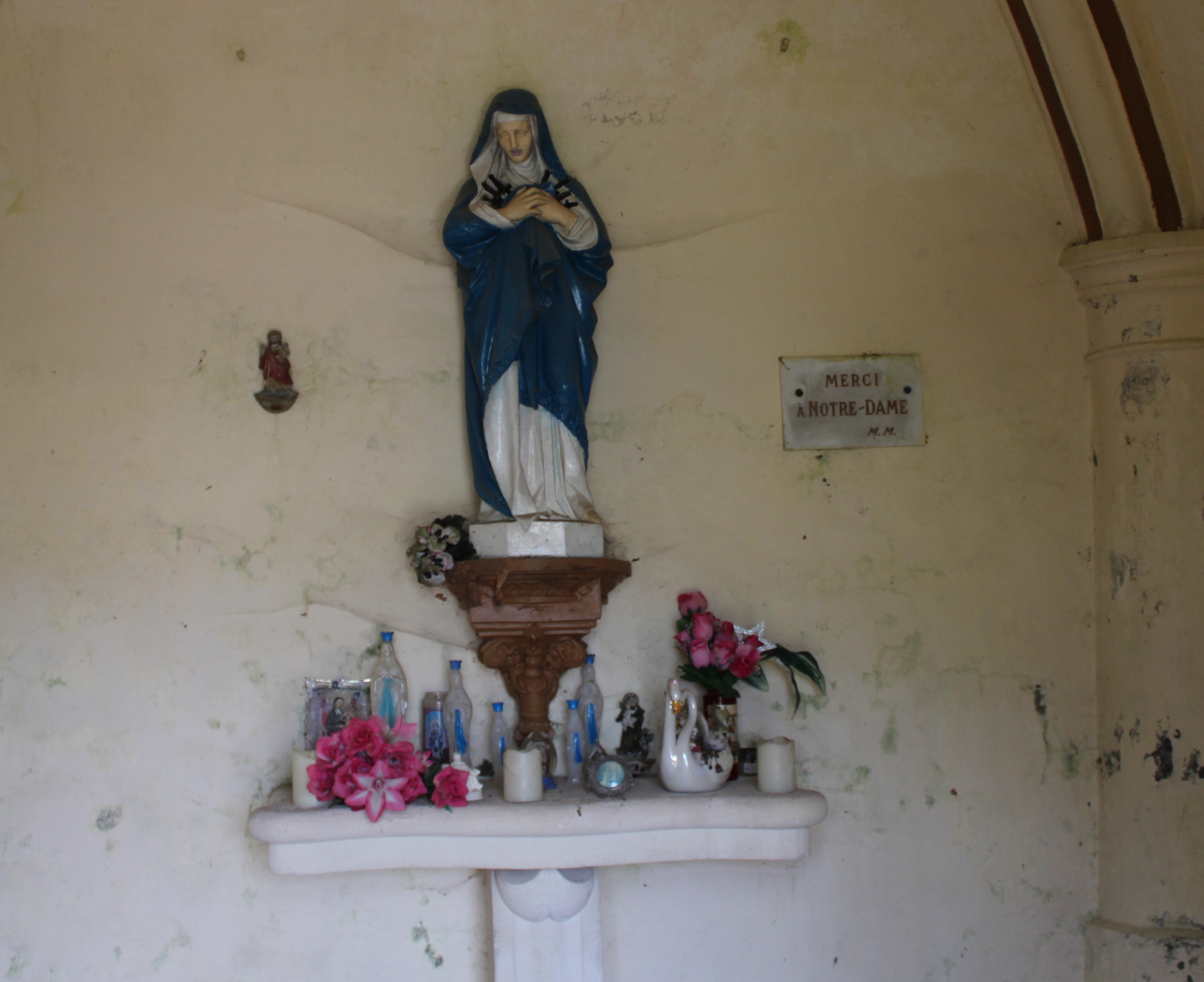
Statue de Notre-Dame des Sept-Douleurs.

## Personnalités liées à la commune
- Clovis Dupont (1830-1902), membre de la Commune de Paris, né à Neuve-Maison en 1830.
- Samuel Rousseau (1853-1904), compositeur, organiste, est né à Neuve-Maison en 1853.